# Томас-Баррон
Томас-Баррон (исп. Provincia de Tomás Barrón, кечуа Tomás Barrón pruwinsya, айм. Tomás Barrón jisk'a suyu) — одна из 16 провинций боливийского департамента Оруро. Площадь составляет 341 км². Население по данным на 2001 год — 5424 человека; плотность населения — 15,9 чел./км². Административный центр — город Эукалиптус.

## География
Расположена в северо-восточной части департамента. Протяжённость провинции с севера на юг составляет 30 км, с запада на восток — 25 км. Граничит с провинцией Серкадо (на юге, западе и востоке) и с департаментом Ла-Пас (на севере).

## Население
87 % населения владеют испанским языком, 82 % — языком аймара и 8 % — языком кечуа. Католики составляют 66 % населения, протестанты — 27 %. По данным переписи 1992 года население составляло 5045 человек. 49 % населения заняты в сельском хозяйстве; 11 % — в промышленности; 39 % — в сфере обслуживания и 1 % — в горнодобывающей отрасли.